# Zdeňka Honsová
Zdeňka Honsová (Jihlava, 3 luglio 1927 – 16 maggio 1994) è stata una ginnasta ceca, fino al 1992 cecoslovacca.

## Palmarès

### Olimpiadi
- 1 medaglia:
  - 1 oro (Londra 1948 a squadre)